# Summer of Love (canción de Shawn Mendes y Tainy)
«Summer of Love» —en español: «Verano de amor»— es una canción del cantante canadiense Shawn Mendes y el productor discográfico puertorriqueño Tainy. Fue lanzada el 20 de agosto de 2021 por Island Records. Mendes se encarga únicamente de la voz, mientras que Tainy se encarga de la producción junto a Neon16 y el coproductor Ido Zmishlany.

## Lanzamiento y promoción
El 6 de agosto de 2021, Mendes interpretó un fragmento de la canción mientras conducía un coche. Dos días después, que era el 23 cumpleaños de Mendes, éste anunció el lanzamiento para la semana siguiente. También se adelantaron algunas letras. Mendes y Tainy anunciaron la canción el 9 de agosto de 2021. La canción es la primera colaboración entre los dos artistas. 

## Reconocimientos
| Año  | Premio                 | Categoría         | Resultado | Ref.  |
| ---- | ---------------------- | ----------------- | --------- | ----- |
| 2021 | MTV Video Music Awards | Canción de verano | Nominada  | [ 3 ] |

## Vídeo musical
El vídeo musical se estrenó simultáneamente con el sencillo el 20 de agosto de 2021. Dirigido por Matty Peacock, que ya había trabajado con Mendes en el vídeo de su sencillo de 2020 «Wonder», y rodado en Mallorca (España), el "vídeo de ensueño" muestra al cantante "experimentando un verano de ensueño sin preocupaciones" y "viviendo al estilo vacacional" con sus amigos. Se intercalan escenas de ellos conduciendo descapotables, "tomando el sol" en la playa, nadando en el océano, saltando acantilados y de fiesta en una discoteca de una ciudad costera. También se muestran imágenes de Mendes tumbado sin camiseta en un barco y tocando la guitarra mientras canta la canción. 

### Recepción
Joshua Espinoza, de Complex, escribió que el vídeo "capta a la perfección el ambiente desenfadado y relajado de la temporada actual".  Charu Sinha, de Vulture, comentó que "bien podría ser un anuncio de la oficina de turismo de Mallorca", y lo resumió como "imágenes al estilo Hollister de Mendes en un barco, Mendes en una playa, Mendes en un descapotable, Mendes en una plaza, etc". 

## Actuaciones en directo
El 12 de septiembre de 2021, Mendes y Tainy interpretaron la canción por primera vez juntos en los MTV Video Music Awards de 2021. Mendes interpretó la canción en solitario en el programa Live Lounge de BBC Radio 1 el 14 de septiembre. 

## Créditos y personal
Créditos adaptados de Tidal. 
- Shawn Mendes - voz, composición de canciones
- Tainy - producción, composición, programación, mezcla, personal de estudio
- Neon16 
  - Alejandro Borrero - producción, composición
  - Ivanni Rodríguez - producción, composición
- Ido Zmishlany - coproducción, composición, grabación, personal de estudio
- Scott Harris - composición
- Solly - composición
- Aldae - composición
- Randy Class - composición
- Andrew Jackson - composición
- Chris Gehringer - masterización, personal de estudio
- Natalia Ramirez - ingeniería vocal, personal de estudio

## Gráficos

### Gráficos semanales
| Listas (2021)                             | Mejor posición |
| ----------------------------------------- | -------------- |
| Argentina (Argentina Hot 100)             | 96             |
| Australia (ARIA)                          | 81             |
| Austria (Ö3 Austria Top 40)               | 64             |
| Bélgica (Flandes) (Ultratop 50)           | 18             |
| Bélgica (Valonia) (Ultratop 50)           | 24             |
| Canadá (Canadian Hot 100)                 | 17             |
| República Checa (Rádio Top 100)           | 37             |
| República Checa (Singles Digitál Top 100) | 49             |
| Alemania (Offizielle Deutsche Charts)     | 79             |
| Global 200 (Billboard)                    | 35             |
| Hungría (Rádiós Top 40)                   | 25             |
| Hungría (Single Top 40)                   | 12             |
| Irlanda (IRMA)                            | 50             |
| Lithuania (AGATA)                         | 34             |
| Países Bajos (Dutch Top 40)               | 18             |
| Países Bajos (Mega Single Top 100)        | 44             |
| New Zealand Hot Singles (RMNZ)            | 10             |
| Norway (VG-lista)                         | 36             |
| Polonia (Polish Airplay Top 100)          | 5              |
| Portugal (AFP)                            | 62             |
| Slovakia (Singles Digitál Top 100)        | 34             |
| South Africa (RISA)                       | 71             |
| Suecia (Sverigetopplistan)                | 48             |
| Suiza (Schweizer Hitparade)               | 44             |
| Reino Unido (UK Singles Chart)            | 62             |
| Estados Unidos (Billboard Hot 100)        | 48             |
| Estados Unidos (Adult Contemporary)       | 20             |
| Estados Unidos (Adult Top 40)             | 15             |
| Estados Unidos (Mainstream Top 40)        | 17             |

## Certificaciones
| País (organismo certificador) | Certificación | Unidades certificadas |
| ----------------------------- | ------------- | --------------------- |
| Australia (ARIA)              | Oro           | 35 000                |
| Polonia (ZDAV)                | Oro           | 25 000                |
| Portugal (AFP)                | Platino       | 10 000                |